# Banjo-Kazooie
Cet article concerne la série de jeux vidéo. Pour le premier jeu vidéo de la série, voir Banjo-Kazooie (jeu vidéo).
Banjo-Kazooie est une série de jeux vidéo de plates-formes créée par Rare en 1998. Elle met en scène un ours nommé Banjo et un oiseau rouge nommé Kazooie, tous deux contrôlés par le joueur, dans des aventures dans lesquelles la sorcière Grunty est la principale antagoniste.
Le premier jeu de la série, Banjo-Kazooie, sort sur Nintendo 64 en 1998. Il est suivi par Banjo-Tooie en 2000 également sur Nintendo 64. Puis, après le rachat de Rare par Microsoft en 2002, Banjo-Kazooie : la Revanche de Grunty sort sur Game Boy Advance en 2003. Ce dernier marque la fin de la série sur les consoles Nintendo. Banjo-Kazooie: Nuts and Bolts sort en 2008 sur Xbox 360. Rare développe également Banjo-Pilot sur Game Boy Advance, un jeu de course utilisant la licence sorti en 2005.
Le 10 février 2015, six ans après la sortie de Banjo-Kazooie: Nuts and Bolts (dernier jeu de la série à ce jour), le studio Playtonic Games, fondé par d'anciens employés de Rare, annonce « Project Ukulele », un jeu décrit comme une « suite spirituelle » de Banjo-Kazooie. Le jeu, financé sur Kickstarter et dorénavant baptisé Yooka-Laylee, est sorti le 11 avril 2017 sur Microsoft Windows, OS X, Linux, PlayStation 4, Xbox One et le 14 décembre 2017 sur Nintendo Switch. En Automne 2019, Banjo et Kazooie sortent en tant que combattants additionnels dans Super Smash Bros. Ultimate sur Nintendo Switch.

## Jeux

### Banjo-Kazooie
Le jeu sort sur Nintendo 64 en juin et juillet 1998 aux États-Unis et en Europe, ainsi qu'en décembre 1998 au Japon.
Premier jeu de la série mettant en scène Banjo et Kazooie. Le jeu raconte l'histoire de Gruntilda, une méchante sorcière qui kidnappe Tooty, la sœur de Banjo, afin de lui voler sa beauté. Banjo, aidé de son amie Kazooie, partent alors à la rescousse de Tooty. A la fin du jeu, Gruntilda se retrouve enfermée dans une cavité, bloquée par un gros rocher.

### Banjo-Tooie
Le jeu sort sur Nintendo 64 en novembre 2000 aux États-Unis et au Japon, et en avril 2001 en Europe.
Ce jeu fait suite à Banjo-Kazooie. Deux ans après les événements du premier jeu, Mingella et Blobbelda, les sœurs de Gruntilda, libèrent cette dernière en soulevant le rocher. Gruntilda (maintenant sous une apparence squelettique) est bien décidé à se venger de Banjo et Kazooie.

### Banjo-Kazooie: La Revanche de Grunty
Le jeu sort sur Game Boy Advance le 11 septembre 2003 aux États-Unis, et le 31 octobre 2003 en Europe.
Cet opus se déroule entre Banjo-Kazooie et Banjo-Tooie, et est, en quelque sorte, un jeu dérivé de la série principale. Deux mois après s'être retrouvée bloquée sous un rocher, la sorcière Gruntilda demande à un de ses serviteurs de lui construire un corps de robot afin d'y transférer son âme. Une fois la sorcière vaincu, son âme regagne son vrai corps, et Gruntilda demande alors à Klungo (son serviteur) de contacter ses sœurs.

### Banjo-Pilot
Le jeu sort en 2005 sur Game Boy Advance.
Il s'agit là d'un jeu de course hors série, reprenant le principe des courses aériennes de Diddy Kong Racing.

### Banjo-Kazooie: Nuts and Bolts
Le jeu sort sur Xbox 360 en novembre 2008.
Il s'agit du premier (et du seul) jeu de la série à ne pas sortir sur une console de Nintendo, le studio Rare ayant été racheté par Microsoft. 8 ans après sa première défaite, Gruntilda (dont il ne reste que le crâne) est bien décidée à se venger encore une fois de Banjo et Kazooie. Voulant se battre, ils seront tous 3 stoppés par un mystérieux personnage appelé "Le Seigneur Absolu des Jeux Vidéos". Ce dernier offre un véhicule à Banjo et Kazooie, ainsi qu'à Gruntilda, et il leur dira de se rendre à "DuelVille", afin de remporter des minis-jeux, et gagner la propriété de la "Montagne Perchée".

### Apparitions dans d'autres médias
- Avant d'avoir une série à son nom, la toute première apparition du personnage de Banjo est dans Diddy Kong Racing.
- Banjo et Kazooie font un caméo dans Conker's Bad Fur Day.
- Ils sont disponibles en pilotes jouables dans Sonic and Sega All-Stars Racing, mais uniquement sur la version Xbox 360.
- Banjo et Kazooie sont également disponibles en DLC payant dans Super Smash Bros. Ultimate depuis le 5 septembre 2019.

## Personnages

### Banjo
Banjo est le héros principal. C'est un ours brun avec un short jaune et un sac à dos bleu, dans lequel se cache Kazooie.

### Kazooie
Kazooie est l'héroïne principale. C'est un oiseau rouge et jaune. Elle a un fort caractère contrairement à Banjo, et n'hésite pas à insulter et à dire ce qui ne va pas. Néanmoins, malgré sa personnalité, elle accompagnera toujours son compagnon dans ses aventures.

### Tooty
Tooty est la sœur de Banjo. C'est une oursonne, avec une chevelure blonde, un T-shirt rose et un pantalon violet. Elle se fera capturer par Grunty qui a l'intention de lui voler sa beauté. Tooty n'apparaîtra que dans le premier jeu de la série.

### Bottles
Bottles est une taupe et un grand ami de Banjo et Kazooie. C'est lui qui enseigne les coups spéciaux aux héros. Dans Banjo-Tooie, il se fera tuer par Gruntilda, mais sera ressuscité à la fin du jeu.

### Jamjars
Jamjars est le grand frère de Bottles, donc une taupe lui aussi. Il est habillé avec une tenue militaire. C'est lui qui apprendra à Banjo et Kazooie les nouvelles capacités dans le jeu Banjo-Tooie.

### Cheato
Cheato est un livre magique vivant, qui permet au joueur d'utiliser des codes de triche.

### Mumbo Jumbo
Mumbo Jumbo est une espèce de chaman et un ami de Banjo et Kazooie. Il aide à maintes reprises le duo, soit en les transformant afin de passer dans des passages étroits dans Banjo-Kazooie, en les faisant remonter le temps dans Banjo-Kazooie : La Revanche de Grunty, ou en encore en leur vendant des pièces pour le véhicule dans Banjo-Kazooie: Nuts and Bolts. Il est également un personnage jouable dans Banjo-Tooie, où il utilise ses sortilèges pour faire avancer Banjo et Kazooie dans leur quête et dans Banjo-Pilot.

### Humba Wumba
Humba Wumba est une magicienne indienne, qui vit dans un wigwam, une sorte de tipi. Elle reprendra la fonction de Mumbo Jumbo, à savoir la transformation de Banjo et Kazooie en créatures et objets divers, dans le jeu Banjo-Tooie.

### Brentilda
Brentilda est une des sœurs de Gruntilda, mais contrairement à cette dernière, Brentilda est du côté des gentils. Elle aidera Banjo et Kazooie en dévoilant des secrets sur sa sœur qui seront utiles dans la phase finale du jeu.

### Gruntilda
Gruntilda, aussi appelé Grunty, est l'antagoniste principal de la série.

### Mingella
Mingella est une des sœurs de Gruntilda. Avec Blobbelda, elle libéra Gruntilda de son rocher dans Banjo-Tooie. A la fin, elle mourra écrasée par un poids d'une tonne, tout comme sa sœur Blobbelda.

### Blobbelda
Blobbelda est une des sœurs de Gruntilda. Avec Mingella, elle libéra Gruntilda de son rocher dans Banjo-Tooie. A la fin, elle mourra écrasée par un poids d'une tonne, tout comme sa sœur Mingella.

### Klungo
Klungo est un des serviteurs de Gruntilda. Il aidera énormément cette dernière, notamment avec la machine qui permet d'échanger les beautés dans Banjo-Kazooie. Dans Banjo-Kazooie : La Revanche de Grunty, c'est lui qui fabrique le robot pour mettre l'âme de Gruntilda. A la fin de Banjo-Tooie, il se repentira, et ouvrira une salle d'arcade dans Banjo-Kazooie: Nuts and Bolts. Klungo est un personnage jouable dans Banjo-Pilot.